# Italo Pizzi
Italo Pizzi (Parma, 30 novembre 1849 – Torino, 6 dicembre 1920) è stato un iranista italiano.

## Biografia
Di nobile famiglia, Pizzi già quindicenne mostrò un particolare interesse per gli studi delle lingue orientali e fu incoraggiato al liceo da un suo insegnante sanscritista di Latino e Greco ad approfondire quegli studi.
Per questo si recò all'Università di Pisa, studiandovi tra l'altro lingue semitiche, sanscrito e Lingua ebraica, senza trascurare la letteratura italiana.
Già a Pisa - lavorando sull'edizione di Calcutta curata da Turner Macan nel 1829 - iniziò ad affrontare l'immane opera del persiano Firdusi, lo Shāh-Nāmeh, la cui mole di oltre 100 000 versi lo rende maggiore rispetto a quella dell'Iliade e dell'Odissea messe insieme, ottenendo che fosse pubblicato un suo saggio su Rustam e Akvān, grazie al fattivo interessamento di Angelo De Gubernatis.
Dopo la laurea nel 1871, intraprese nella sua città natale l'attività di insegnante di Lettere, senza mai abbandonare i suoi interessi orientalistici e, sempre più specificamente, delle lingue iraniche.
Si trasferì a Firenze nel 1879 e nel 1880 divenne vice Bibliotecario della Biblioteca Medicea Laurenziana, conseguendo la libera docenza di Iranico nel Regio Istituto di Studi superiori.

L'11 maggio 1885 ottenne l'incarico d'insegnamento nell'Università di Torino, trasferendosi nel capoluogo piemontese con la moglie, che l'anno dopo metterà al mondo il loro unico figlio, Carlo. Nel 1887 divenne professore straordinario di Persiano e Sanscrito. In tale Ateneo ebbe tra i suoi allievi il giovane Carlo Alfonso Nallino.
Durante questo periodo, dal 1886 al 1888, pubblicò in 8 volumi la prima e tuttora unica traduzione integrale in italiano del Libro dei re di Firdusi. 
Fu nominato Direttore dell'Istituto Orientale di Napoli (dizione precedente a quella di Istituto Universitario Orientale di Napoli), ma rimase a Napoli per poco tempo, tornando a Torino.
Entrò infine il 21 dicembre del 1899 nel ruolo dei professori ordinari.

## Opere principali
- Storia di Sohrab. Episodio del Shahnameh di Firdusi recato dal persiano in versi italiani. Con altre brevi traduzioni, Parma, Fiaccadori, 1872.
- Racconti epici del Libro dei re di Firdusi recati per la prima volta dal persiano in versi italiani con un discorso d’introduzione sull’epopea persiana, Torino, Ermanno Loescher, 1877.
- La morte di Rustem. Episodio del Libro dei re di Firdusi recato in versi italiani, Firenze, Tip. del Vocabolario, 1882 (estr. da: «Il Fanfani», I (1881), pp. 267-270, 277-280, 300-303, 330-334, 348-351, 363-367).
- Avventure di un principe di Persia. Episodio tratto dal Libro dei re di Firdusi recato dal persiano in versi italiani, Firenze, Successori Le Monnier, 1882.
- Manuale della lingua persiana. Grammatica, antologia e vocabolario, Lipsia, W. Gerhard, 1883.
- Firdusi, Il libro dei re. Poema epico recato dal persiano in versi italiani, 8 voll., Torino, Vincenzo Bona, 1886-88 (poi in Edizione rifatta e compendiata, 2 voll., Torino, UTET, 1915).
- Letteratura persiana, Milano, Hoepli, 1887.
- I Nibelunghi. Poema epico germanico, Traduzione in versi italiani, 2 voll., Milano, Ulrico Hoepli, 1889.
- Letteratura persiana, 2 volumi, Torino, 1894.
- Chrestomathie persane avec un abrégé de la grammaire et un dictionnaire, Torino, Vincenzo Bona, 1889.
- Grammatica elementare della lingua sanscrita, con temi, antologia e vocabolario, Torino, Clausen, 1896.
- Grammatica elementare dell’antico iranico (zendo e persiano antico) con antologia e vocabolario,  Torino, Clausen, 1897.
- Elementa grammaticae hebraicae, cum chrestomathia et glossario, Augusta Taurinorum, Tipografia Salesiana, 1899 (2ª edizione 1904; 3ª edizione 1909).
- Letteratura araba, Milano, Hoepli, 1903.
- Islamismo, Milano, Hoepli, 1903.
- Firdusi, Formiggini, Modena, 1911 (collana «Profili» n. 16)
- Il Roseto di Saadi, 2 voll., Lanciano, Carabba, 1917.